# Associazione Calcio Como 1969-1970
Questa voce raccoglie le informazioni riguardanti l'Associazione Calcio Como nelle competizioni ufficiali della stagione 1969-1970.

## Stagione
Nella stagione 1969-1970 il Como disputa il campionato di Serie B, con 34 punti in classifica ha ottenuto il tredicesimo posto. Sono stati promossi in Serie A il Varese con 49 punti, il Foggia ed il Catania con 48 punti, sono retrocessi in Serie C la Reggiana con 33 punti, il Piacenza con 32 punti ed il Genoa con 29 punti.
Il presidente Romildo Roncoroni affida la squadra lariana all'allenatore Roberto Lerici, in attacco si punta sul triestino Paolo Ciclitira che in stagione realizza sette reti, di cui sei in campionato ed una in Coppa Italia, dalla Pro Patria arriva l'ala Michele Solbiati, per dare esperienza alla difesa ritorna a Como dal Catanzaro Antonio Ghelfi, dal Sant'Angelo Lodigiano arrivano i giovani Doriano Pozzato e Renzo Garlaschelli. Si è iniziato con tre sconfitte in Coppa Italia nel terzo girone, ai primi di settembre, anche il campionato cadetto inizia male, dopo sette giornate il Como è ultimo con tre punti, viene sollevato dall'incarico di allenatore Roberto Lerici, sostituito da Maino Neri vice allenatore di Helenio Herrera all'Inter, che ha preteso gli acquisti di Claudio Correnti ed Agostino De Nardi presi dal Bari, Gaetano Salvemini dall'Inter e l'esperto portiere Giuseppe Moschioni dalla Pro Patria. Con queste correzioni si riparte con tre vittorie e due pareggi che hanno permesso al Como di risalire la classifica, una boccata di ossigeno è venuta dalla prestigiosa vittoria sulla capolista Varese (2-0), anche se la salvezza matematica è arrivata con il pareggio interno (0-0) con il Perugia nell'ultima giornata del torneo.

## Rosa
| N. |                   | Ruolo | Calciatore         |
| -- | ----------------- | ----- | ------------------ |
| 1  | Italia (bandiera) | P     | Remo Bianchi       |
| 1  | Italia (bandiera) | P     | Giuseppe Moschioni |
| 1  | Italia (bandiera) | P     | Luciano Zamparo    |
| 6  | Italia (bandiera) | D     | Bruno Ballarini    |
| 3  | Italia (bandiera) | D     | Elienzo Ceriani    |
| 4  | Italia (bandiera) | D     | Antonio Ghelfi     |
| 2  | Italia (bandiera) | D     | Emilio Monaldi     |
| 2  | Italia (bandiera) | D     | Luigi Paleari      |
| 3  | Italia (bandiera) | D     | Giuseppe Trinchero |
| 5  | Italia (bandiera) | C     | Alfredo Magni      |
| 5  | Italia (bandiera) | C     | Adriano Martelli   |
| 5  | Italia (bandiera) | C     | Francesco Torchio  |

| N. |                   | Ruolo | Calciatore         |
| -- | ----------------- | ----- | ------------------ |
| 6  | Italia (bandiera) | C     | Franco Vannini     |
| 11 | Italia (bandiera) | A     | Gregorio Basilico  |
| 9  | Italia (bandiera) | A     | Paolo Ciclitira    |
| 8  | Italia (bandiera) | A     | Claudio Correnti   |
| 7  | Italia (bandiera) | A     | Agostino De Nardi  |
| 7  | Italia (bandiera) | A     | Renzo Garlaschelli |
| 9  | Italia (bandiera) | A     | Sergio Magistrelli |
| 10 | Italia (bandiera) | A     | Piero Pittofrati   |
| 8  | Italia (bandiera) | A     | Doriano Pozzato    |
| 11 | Italia (bandiera) | A     | Gaetano Salvemini  |
| 8  | Italia (bandiera) | A     | Roberto Scaggiante |
| 11 | Italia (bandiera) | A     | Michele Solbiati   |

## Risultati

### Serie B

#### Girone di andata
| Arbitro: | Lazzaroni (Milano) |

|                                            |           |  |
| Blasig 3’, 76’ Spelta 39’, 41’, 75’ (rig.) | Marcatori |  |

| Arbitro: | Bianchi (Firenze) |

|  |           |                    |
|  | Marcatori | 31’, 45’ Cavazzoni |

| Arbitro: | Trono (Torino) |

|                         |           |                  |
| Ferrario 10’ Vasini 57’ | Marcatori | 76’ Garlaschelli |

| Como 5 ottobre 1969 4ª giornata | Como            | 0 – 0 | Modena | Stadio Giuseppe Sinigaglia\| Arbitro: \| Menegali (Roma) \| |
| Arbitro:                        | Menegali (Roma) |       |        |                                                             |

| Arbitro: | Trinchieri (Reggio Emilia) |

|             |           |  |
| Morelli 39’ | Marcatori |  |

| Arbitro: | Gialluisi (Barletta) |

|                                 |           |           |
| Solbiati 40’ Massari 50’ (aut.) | Marcatori | 23’ Girol |

| Arbitro: | Reggiani (Bologna) |

|                                          |           |               |
| Bellinazzi 35’, 68’ Meregalli 49’ (rig.) | Marcatori | 85’ Ciclitira |

| Arbitro: | Frasso (Capua) |

|           |           |               |
| Bigon 70’ | Marcatori | 83’ Salvemini |

| Arbitro: | Campanini (Finale Emilia) |

|                      |           |  |
| Ballarini 21’ (rig.) | Marcatori |  |

| Arbitro: | Michelotti (Parma) |

|               |           |  |
| Ciclitira 90’ | Marcatori |  |

| Arbitro: | Menegali (Roma) |

|                    |           |               |
| Vannini 13’ (aut.) | Marcatori | 36’ Salvemini |

| Arbitro: | Possagno (Treviso) |

|                            |           |              |
| Salvemini 53’ Solbiati 64’ | Marcatori | 50’ Tentorio |

| Monza 14 dicembre 1969 13ª giornata | Monza            | 0 – 0 | Como | Stadio Gino Alfonso Sada\| Arbitro: \| Branzoni (Pavia) \| |
| Arbitro:                            | Branzoni (Pavia) |       |      |                                                            |

| Arbitro: | Calì (Roma) |

|                      |           |                         |
| Salvemini 50’ (rig.) | Marcatori | 30’ Nardoni 75’ Picella |

| Arbitro: | Giunti (Arezzo) |

|                             |           |                            |
| Magistrelli 14’ Vannini 52’ | Marcatori | 30’ Del Barba 75’ Vallongo |

| Arbitro: | Campanini (Finale Emilia) |

|                            |           |  |
| Bertarelli 36’ Damiano 66’ | Marcatori |  |

| Arbitro: | Cantelli (Firenze) |

|                              |           |              |
| Salvemini 20’ Pittofrati 59’ | Marcatori | 11’ Cattaneo |

| Arbitro: | Monforte (Palermo) |

|                                     |           |                                     |
| Ballarini 5’ (rig.) Magistrelli 51’ | Marcatori | 42’ Beretti 61’, 65’ (rig.) Ferraro |

| Arbitro: | Bianchi (Firenze) |

|                             |           |                               |
| Mazzia 32’ (rig.) Nimis 38’ | Marcatori | 27’ Magistrelli 68’ Ballarini |

#### Girone di ritorno
| Como 1º febbraio 1970 20ª giornata | Como               | 0 – 0 | Mantova | Stadio Giuseppe Sinigaglia\| Arbitro: \| Carminati (Milano) \| |
| Arbitro:                           | Carminati (Milano) |       |         |                                                                |

| Arbitro: | Gialluisi (Barletta) |

|            |           |  |
| Pereni 48’ | Marcatori |  |

| Como 15 febbraio 1970 22ª giornata | Como              | 0 – 0 | Cesena | Stadio Giuseppe Sinigaglia\| Arbitro: \| Toselli (Cormons) \| |
| Arbitro:                           | Toselli (Cormons) |       |        |                                                               |

| Modena 22 febbraio 1970 23ª giornata | Modena          | 0 – 0 | Como | Stadio Alberto Braglia\| Arbitro: \| Serafino (Roma) \| |
| Arbitro:                             | Serafino (Roma) |       |      |                                                         |

| Arbitro: | Lattanzi (Roma) |

|              |           |             |
| De Nardi 31’ | Marcatori | 53’ Rigotto |

| Arbitro: | Cantelli (Firenze) |

|                               |           |  |
| Marini 48’ Aristei 72’ (rig.) | Marcatori |  |

| Arbitro: | Picasso (Chiavari) |

|                          |           |            |
| Vannini 6’ Trinchero 74’ | Marcatori | 8’ Benatti |

| Arbitro: | Michelotti (Parma) |

|                                       |           |                    |
| Ciclitira 7’ Vannini 11’ Solbiati 90’ | Marcatori | 60’ (rig.) Camozzi |

| Pisa 5 aprile 1970 28ª giornata | Pisa               | 0 – 0 | Como | Stadio Arena Garibaldi\| Arbitro: \| Possagno (Treviso) \| |
| Arbitro:                        | Possagno (Treviso) |       |      |                                                            |

| Arbitro: | Gialluisi (Barletta) |

|  |           |               |
|  | Marcatori | 75’ Ciclitira |

| Arbitro: | Lattanzi (Roma) |

|                                    |           |  |
| Pittofrati 66’ Solbiati 85’ (rig.) | Marcatori |  |

| Arbitro: | Angonese (Mestre) |

|            |           |                 |
| Stevan 49’ | Marcatori | 45’ Magistrelli |

| Arbitro: | Giunti (Arezzo) |

|                |           |  |
| Pittofrati 57’ | Marcatori |  |

| Arbitro: | Monti (Ancona) |

|                                 |           |                    |
| D. Crippa 15’ Galletti 75’, 80’ | Marcatori | 10’, 89’ Ciclitira |

| Arbitro: | Di Tonno (Lecce) |

|               |           |  |
| Perucconi 13’ | Marcatori |  |

| Arbitro: | Frasso (Capua) |

|                  |           |  |
| Garlaschelli 27’ | Marcatori |  |

| Arbitro: | De Robbio (Torre Annunziata) |

|                     |           |  |
| Mazzanti 16’ (rig.) | Marcatori |  |

| Arbitro: | Serafino (Roma) |

|                  |           |  |
| Beretti 18’, 70’ | Marcatori |  |

| Como 14 giugno 1970 38ª giornata | Como                  | 0 – 0 | Perugia | Stadio Giuseppe Sinigaglia\| Arbitro: \| De Marchi (Pordenone) \| |
| Arbitro:                         | De Marchi (Pordenone) |       |         |                                                                   |

### Coppa Italia girone 3
| Arbitro: | Barbaresco (Cormons) |

|                                         |           |                                       |
| Paleari 14’ Magistrelli 47’, 86’ (rig.) | Marcatori | 6’ Bui 8’ Ferrari 26’, 61’ Traspedini |

| Arbitro: | Lazzaroni (Milano) |

|                           |           |  |
| M. Perego 27’ Bonatti 52’ | Marcatori |  |

| Arbitro: | De Marchi (Pordenone) |

|                              |           |                                                  |
| Magistrelli 1’ Ciclitira 82’ | Marcatori | 38’, 48’ Prati 41’ Rivera 78’ Fontana 80’ Combin |

## Statistiche

### Statistiche di squadra
| Competizione | Punti | In casa | In casa | In casa | In casa | In casa | In casa | In trasferta | In trasferta | In trasferta | In trasferta | In trasferta | In trasferta | Totale | Totale | Totale | Totale | Totale | Totale | DR  |
| Competizione | Punti | G       | V       | N       | P       | Gf      | Gs      | G            | V            | N            | P            | Gf           | Gs           | G      | V      | N      | P      | Gf     | Gs     | DR  |
| ------------ | ----- | ------- | ------- | ------- | ------- | ------- | ------- | ------------ | ------------ | ------------ | ------------ | ------------ | ------------ | ------ | ------ | ------ | ------ | ------ | ------ | --- |
| Serie B      | 34    | 19      | 10      | 6       | 3       | 23      | 15      | 19           | 1            | 6            | 12           | 10           | 29           | 38     | 11     | 12     | 15     | 33     | 44     | -11 |
| Coppa Italia | 0     | 2       | 0       | 0       | 2       | 5       | 9       | 1            | 0            | 0            | 1            | 0            | 2            | 3      | 0      | 0      | 3      | 5      | 11     | -6  |
| Totale       |       | 21      | 10      | 6       | 5       | 27      | 24      | 20           | 1            | 6            | 13           | 10           | 31           | 41     | 11     | 12     | 18     | 38     | 55     | -17 |

### Statistiche dei giocatori
| Giocatore       | Serie B  | Serie B | Coppa Italia | Coppa Italia | Totale   | Totale |
| Giocatore       | Presenze | Reti    | Presenze     | Reti         | Presenze | Reti   |
| --------------- | -------- | ------- | ------------ | ------------ | -------- | ------ |
| B. Ballarini    | 21       | 3       | 2            | 0            | 23       | 3      |
| G. Basilico     | 4        | 0       | 2            | 0            | 6        | 0      |
| R. Bianchi      | 19       | -21     | 1            | -2           | 20       | -23    |
| E. Ceriani      | 10       | 0       | 2            | 0            | 12       | 0      |
| P. Ciclitira    | 27       | 6       | 2            | 1            | 29       | 7      |
| C. Correnti     | 26       | 0       | -            | -            | 26       | 0      |
| A. De Nardi     | 8        | 1       | -            | -            | 8        | 1      |
| T. Freri        | -        | -       | 1            | 0            | 1        | 0      |
| R. Garlaschelli | 15       | 2       | -            | -            | 15       | 2      |
| A. Ghelfi       | 14       | 0       | 1            | 0            | 15       | 0      |
| S. Magistrelli  | 18       | 4       | 2            | 3            | 20       | 7      |
| A. Magni        | 27       | 0       | 3            | 0            | 30       | 0      |
| A. Martelli     | 24       | 0       | -            | -            | 24       | 0      |
| E. Monaldi      | 19       | 0       | -            | -            | 19       | 0      |
| G. Moschioni    | 3        | -4      | -            | -            | 3        | -4     |
| L. Paleari      | 38       | 0       | 3            | 1            | 41       | 1      |
| P. Pittofrati   | 35       | 3       | 3            | 0            | 38       | 3      |
| D. Pozzato      | 2        | 0       | -            | -            | 2        | 0      |
| R. Rossi        | -        | -       | 1            | 0            | 1        | 0      |
| G. Salvemini    | 21       | 5       | -            | -            | 21       | 5      |
| R. Scaggiante   | 1        | 0       | 3            | 0            | 4        | 0      |
| M. Solbiati     | 31       | 4       | 2            | 0            | 33       | 4      |
| F. Torchio      | 5        | 0       | -            | -            | 5        | 0      |
| G. Trinchero    | 22       | 1       | 3            | 0            | 25       | 1      |
| G. Valvassori   | -        | -       | 1            | 0            | 1        | 0      |
| F. Vannini      | 31       | 3       | 2            | 0            | 33       | 3      |
| L. Zamparo      | 17       | -19     | 3            | -9           | 20       | -28    |